# Кензо Гаудмейн
Кензо Гаудмейн (нід. Kenzo Goudmijn; нар. 18 грудня 2001 року, Горн, Нідерланди) — нідерландський футболіст суринамського походження, півзахисник клубу АЗ. На правах оренди грає за «Ексельсіор» (Роттердам).

## Клубна кар'єра
Вихованець клубу АЗ. 16 березня 2018 року в матчі проти «Алмере Сіті» він дебютував за команду дублерів у Еерстедивізі. У першій команді дебютував 16 травня 2019 року в останньому турі Ередивізі проти «Ексельсіора» (2:4), вийшовши на останні 10 хвилин матчу.
Після двох сезонів, коли гравець включався до заявки головної команди АЗ, проте майже не грав у її складі, влітку 2021 року був відданий в оренду до «Спарти» (Роттердам). За півроку, на початку 2022, був відданий в оренду до іншого роттердамського клубу, «Ексельсіора».

## Міжнародна кар'єра
У 2018 році в складі юнацької збірної Нідерландів Гаудмейн взяв участь в юнацькому чемпіонаті Європи в Англії. На турнірі він зіграв у матчах проти команд Німеччини, Іспанії та Сербії, вигравши з командою турнір.

## Досягнення
- Чемпіон Європи (U-17): 2018

## Особисте життя
Є сином колишнього гравця АЗ Кеннета Гаудмейна, який був вихідцем з Суринаму.